# Madenhacker
Die Madenhackerstare (Buphagus), auch kurz Madenhacker genannt, sind die einzige Gattung der Vogel-Familie Buphagidae. Die Gruppe umfasst lediglich zwei Arten, die anhand ihrer Schnabelfarbe klassifiziert werden und deren natürlicher Lebensraum die Savannen des mittleren und östlichen Afrikas südlich der Sahara sind. Beide Arten leben dort in offener Symbiose mit großen Haus- oder Wildtieren.
Vormals wurden die Madenhacker meist als Unterfamilie Buphaginae zu den Staren (Sturnidae) gestellt.

## Merkmale
Madenhacker haben einen längsovalen Rumpf und ein graubraunes Gefieder, dass zum Bauch hin heller wird und einen eher hellbraune Tönung aufweist. Flügel und Schwanz sind mittellang; der Schwanz ist zum Ende hin zugespitzt. Der rote oder gelbrot gefärbte Schnabel ist mittellang und an der Spitze seitlich abgeflacht. Die Beine und die Zehen sind kurz und stämmig. Die Zehen enden in scharfen Krallen. Die Geschlechter sind äußerlich nicht zu unterscheiden.

## Lebensweise
Madenhacker sind gesellige Vögel, die sich von Insekten und deren Larven sowie von Zecken ernähren. Hierzu halten sie sich häufig auf großen Wildtieren oder Haustierherden auf und lassen sich von diesen herumtragen. Sie suchen unter anderem das Fell der Tiere nach Parasiten ab und entfernen diese mit ihren kräftigen Schnäbeln. Auch warnen sie ihre Wirtstiere vor herannahenden Räubern, was ihnen beispielsweise auf Kisuaheli den Namen „Askari wa Kifaru“ (auf Deutsch etwa ‚Wächter des Nashorns‘) einbrachte. Der Bestand der Madenhacker ist neuen Beobachtungen zufolge allerdings rückläufig.
Madenhacker haben kräftige Füße und sind gute Flieger. Ihr Gefieder ist hellbraun. Die beiden Arten unterscheiden sich in der Schnabelfarbe. Die Vögel nisten in Löchern, oft in Wänden, die mit Haaren ihrer Wirtstiere ausgekleidet sind. Dort erbrüten sie zwei oder drei Eier.

## Putzsymbiose

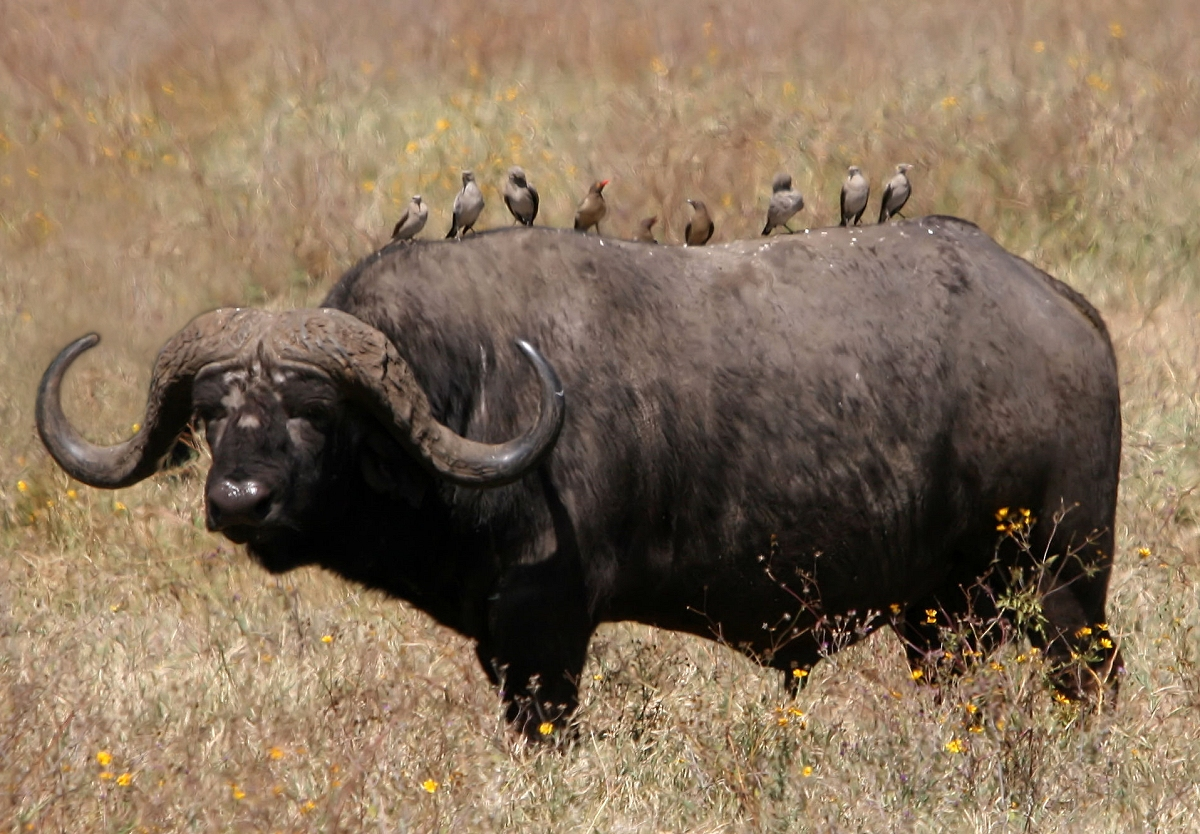
Ein Afrikanischer Büffel mit drei Madenhackern und sechs Lappenstaren auf dem Rücken

Auch wenn Madenhacker nicht zwingend auf einen Wirt angewiesen sind, bevorzugen sie doch das Leben mit diesem, da er ihnen Schutz und Nahrung bietet. Auch ihr Körperbau ist hierauf adaptiert. Bisher wurde die Beziehung als typische Putzsymbiose verstanden, die nicht nur zur Gesundheit des Wirtes beiträgt, sondern auch die Seuchengefahr für die Herde reduziert.
Diese Auffassung wurde jedoch in letzter Zeit infrage gestellt. Der englische Zoologe Paul Weeks kam zu dem Schluss, dass die Beziehung der Madenhacker zu ihren Wirten durchaus parasitische Züge trägt. Durch Untersuchung des Fressverhaltens von Rotschnabel-Madenhackern auf einer Gruppe von Hausrindern in Simbabwe fand Weeks heraus, dass diese nur 15 Prozent ihrer Zeit mit Parasitenvertilgung zubringen. Die übrige Zeit verbringen sie damit, in den Wunden der Tiere zu picken, diese offen zu halten, deren Ohrenschmalz zu fressen oder auf andere Weise im Fell nach Nahrung zu suchen. In diesem Fall wurden das Blut und kleine Stückchen aus den Wundrändern als Nahrung bevorzugt.

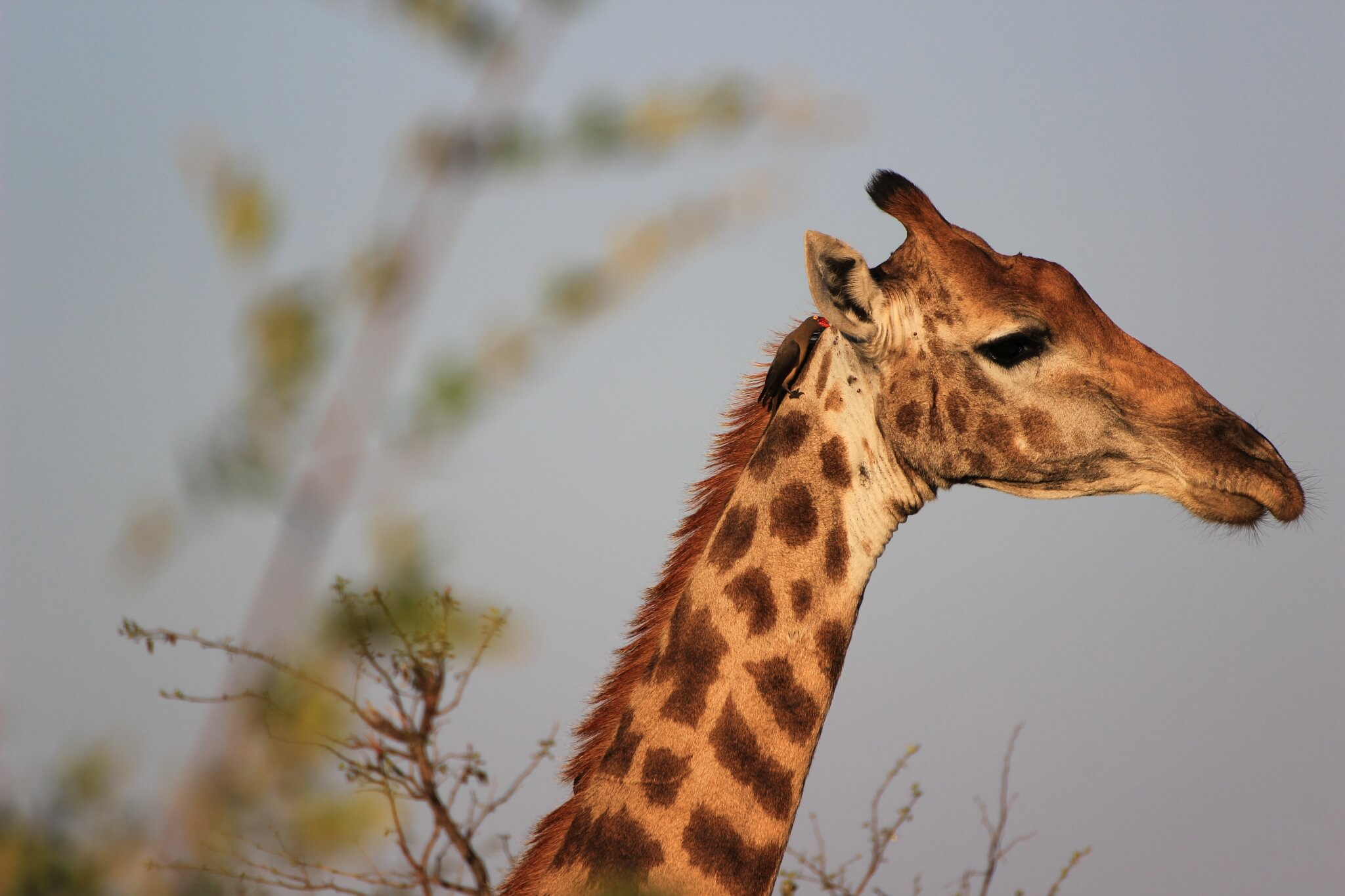
Giraffe mit Madenhacker am Hals

Eine weitere Untersuchung ergab, dass Rinder, von denen die Madenhacker vertrieben wurden, nicht stärker von Parasiten befallen waren als eine „geputzte“ Vergleichsgruppe. Es bleibt zu klären, ob diese Ergebnisse auf die etwa 25 weiteren Großwildarten Simbabwes übertragbar sind.

## Systematik und Stammesgeschichte
Die Madenhacker wurden meist als Unterfamilie Buphaginae der Familie der Stare zugeordnet. Aufgrund der Ergebnisse genetischer Vergleichsuntersuchungen werden sie jedoch heute als eigene Familie (Buphagidae) betrachtet, da sie mit den übrigen Staren eher fern verwandt sind und basale Vertreter darstellen, die in ihrer ökologischen Nische überlebt haben. Die Ursprünge der Gattung sollen in Südostasien liegen.
Die beiden anerkannten Arten sind der Rotschnabel-Madenhacker (Buphagus erythrorhynchus) und der Gelbschnabel-Madenhacker (Buphagus africanus) aus dem subsaharischen Afrika.